# Trương Phạm
Trương Phạm (giản thể: 张范; phồn thể: 張範; bính âm: Zhang Fan; ? – 212), tự Công Nghi (公儀), là quan viên dưới quyền Tào Tháo cuối thời Đông Hán trong lịch sử Trung Quốc.

## Cuộc đời
Trương Phạm quê ở huyện Tu Vũ, quận Hà Nội, Tư Lệ, là con trai thứ của Thái úy Trương Diên, cháu của Tư đồ Trương Hâm. Trương Phạm sinh ra trong một gia đình thế hoạn, có danh vọng. Em trai của Phạm là Trương Thừa cũng làm quan đến Y Khuyết Đô úy. Thái phó Viên Ngỗi từng muốn đem con gái gả cho, nhưng Phạm từ chối.
Năm 190, Đổng Trác chuyên quyền, khiến nhiều người phẫn nộ. Trương Thừa có quân đội trong tay, muốn liên kết với các quan lại ám sát Trác, bèn hỏi ý anh trai Trương Phạm cùng em trai Trương Chiêu. Chiêu phân tích kế này không có khả năng thành công. Thừa liền từ quan về nhà. Cả ba anh em dời nhà đến Dương Châu tị nạn.
Năm 192, Viên Thuật giết thứ sử Trần Ôn, chiếm đóng bắc Dương Châu, muốn mời Trương Phạm ra làm quan. Phạm từ chối, Thuật cũng không ép buộc, nhưng phái em trai Trương Thừa đến gặp mặt cảm tạ, thay thế bản thân.
Năm 205, Tào Tháo bình định Hà Bắc, phái người đến tịch Trương Phạm vào triều. Trương Phạm vẫn lấy cớ bệnh tật mà ở lại Bành Thành, chỉ sai em trai Trương Thừa đến gặp Tháo. Tào Tháo phong cả hai anh em làm Gián nghị đại phu.
Sau đó, con của Trương Phạm là Trương Lăng cùng con của Trương Thừa là Trương Tiển bị sơn tặc đất Sơn Đông bắt giữ. Trương Phạm tự mình đến chỗ sơn tặc xin trả người, sơn tặc chỉ trao trả Trương Lăng. Phạm bèn nói: Các quân tướng trả con ta, ơn thật sâu nặng. Phu nhân của ta tuy yêu con mình, nhưng ta thương Tiển còn nhỏ, xin lấy Lăng đổi chỗ cho [Tiển]. Sơn tặc nể phục Trương Phạm sống có tình nghĩa, liền thả cả hai.
Năm 208, Tào Tháo trở về Hứa Đô sau khi đánh Kinh Châu, qua đất Trần gặp gỡ Trương Phạm. Tào Tháo vô cùng kính trọng Phạm, bổ nhiệm giữ chức Nghị lang, tham Thừa tướng quân sự. Từ đó, mỗi lần xuất chinh, Tào Tháo đều để Trương Phạm cùng Bỉnh Nguyên ở lại phụ tá Tào Phi. Tào Tháo nói với Phi: Muốn làm gì đều phải hỏi ý kiến hai người này. Tào Phi cũng cư xử với Phạm, Nguyên rất lễ độ.
Năm 212, Trương Phạm chết. Phạm tính cách điềm tĩnh, không thích vinh hoa, danh lợi, lại hay cứu tế người nghèo, trong nhà không có của cải, được dân chúng kính trọng. Đối với quà cáp, Trương Phạm dù không cần, nhưng vẫn giữ lại, đến khi chết thì dặn dò người nhà đem trả hết.

## Gia đình
- Trương Lăng (張陵), con trai của Trương Phạm, từng bị sơn tặc bắt.
- Trương Sâm (張參), con trai của Trương Phạm. Thời Tào Phi, quan tới Lang trung.

## Trong văn hóa
Trương Phạm không xuất hiện trong tiểu thuyết Tam quốc diễn nghĩa của La Quán Trung.